# Red Lines
Pour plus de détails, voir Fiche technique et Distribution.
Red Lines (Inside the Battle for Freedom in Syria) est un film documentaire américain et syrien réalisé par Andrea Kalin (en) et Oliver Lukacs sorti en 2014.
Il décrit la guerre civile en Syrie et les efforts des activistes  Mouaz Moustafa et Razan Shalab-al-Sham pour sensibiliser  l'opinion internationale et promouvoir la démocratie.
Le titre du film vient de l'expression souvent utilisée par le président Obama pour décrire la « ligne rouge » à ne pas franchir.

## Fiche technique
- Titre : Red Lines
- Sous-titre : Inside the Battle for Freedom in Syria
- Réalisation : Andrea Kalin (en) et Oliver Lukacs
- Musique : Armand Amar, musiciens syriens
- Genre : Documentaire
- Durée : 99 minutes
- Date de sortie : 29 avril 2014 (Festival Hot Docs)[2]

## Distribution
- Mouaz Moustafa
- Razan Shalab al-Sham

## Critiques
Le film a été reçu favorablement lors de sa projection au festival international canadien du documentaire Hot Docs. Il donne une occasion unique de mettre en évidence la vie de militants en Syrie.

## Récompenses et distinctions
- Nommé pour le prix du public au festival Hot Docs en 2014
- Humanitarian Award au Tiburon International Film Festival[4]
- Meilleur documentaire au Television, Internet and Video Association Peer Awards[5]
- Pixie Award pour le générique de fin[6]
- Meilleur documentaire au festival du film de Woodstock[7]